# 辛普森 (明尼蘇達州)
辛普森（英語：Simpson）是位於美國明尼蘇達州奧姆斯特德縣普萊森特格羅夫鎮區的一個非建制地區。

## 歷史
辛普森於1890年成立，得名自當地早期定居者托馬斯·辛普森（Thomas Simpson）。辛普森的郵局於1890年設立，其後於1956年停運。

## 地理
辛普森所處的海拔為高於海平面388米（即1270英呎），而該地所採用的時區為UTC-6，即北美中部時區（CST）。同時該地設有夏令時間，為UTC-6調快一小時，即UTC-5（CDT）。